# Đội đua Công thức 1 BMW Sauber
Đội đua Công thức 1 BMW Sauber là một đội đua Công thức 1 cũ của Đức và là đội đua đại diện nhà sản xuất ô tô BMW. Nó được đại diện trong hạng đua xe thể thao cao nhất, Công thức 1, từ năm 2006 đến năm 2009 và nổi lên từ đội tiền thân Sauber Motorsport của Thụy Sĩ. Trụ sở chính và địa điểm sản xuất là Hinwil ở Thụy Sĩ và động cơ được sản xuất tại München. Sau mùa giải 2009 kém cỏi, BMW đã rút khỏi Công thức 1 và bán 80% cổ phần của mình trong đội cho chủ sở hữu ban đầu Peter Sauber.

## Lịch sử

### 2006: Mùa giải đầu tiên của đội
Đối với mùa giải 2006, BMW Sauber đã ký hợp đồng với Nick Heidfeld từ đội Williams làm tay đua chính, trong khi nhà vô địch thế giới năm 1997 người Canada Jacques Villeneuve đã có hợp đồng hai năm hiện tại với Sauber. Robert Kubica đã được ký hợp đồng với tư cách là tay đua thứ ba của đội. Nhóm đã tiếp tục sử dụng các cơ sở của Sauber, chủ yếu để chế tạo khung gầm xe và thử nghiệm đường hầm gió, trong khi trụ sở chính của BMW ở München chịu trách nhiệm chế tạo động cơ P86 V8 2,4 lít mới, đi ngược so với các quy định kỹ thuật mô tô V10 3 lít. Điều này đã thay thế động cơ Ferrari có huy hiệu Petronas mà đội đã sử dụng từ năm 1997. Các nhà tài trợ chính hiện có của đội Sauber, Petronas và Credit Suisse, đã gia hạn hợp đồng với BMW. Nhóm cũng đã công bố quan hệ đối tác kỹ thuật với công ty công nghệ Intel. Màu sơn mới của đội được duy trì trong suốt thời gian tham gia thi đấu công thức 1 của đội, bao gồm màu xanh lam và trắng truyền thống của BMW với một chút màu đỏ.
Villeneuve đã ghi điểm đầu tiên cho đội với vị trí thứ bảy ở Malaysia sau khi Heidfeld bỏ cuộc từ vị trí thứ 5 do hỏng động cơ. Trong hai phần ba đầu tiên của mùa giải, các tay đua đã giành được điểm khi liên tiếp cán đích ở vị trí thứ 7 và thứ 8 cộng với vị trí thứ 4 của Heidfeld tại chặng đua ở Úc. Đội đã thực hiện cải tiến triệt để khí động học kiểu "tháp đôi" ở phía mũi xe cho giải đua ô tô Công thức 1 Pháp nhằm cải thiện luồng không khí thổi qua phần trên của khung xe. Các bộ phận này đã nhanh chóng bị cấm bởi Liên đoàn ô tô Quốc tế (FIA) vì chúng được cho là cản trở tầm nhìn của người lái xe và do đó ảnh hưởng đến sự an toàn.
Nick Heidfeld đã cán đích trên bục vinh quang đầu tiên của đội tại giải đua ô tô Công thức 1 Hungary 2006. Cuộc đua này cũng chứng kiến sự ra mắt của Robert Kubica, người đã thay thế Villeneuve sau khi ông đã bị va chạm nặng tại giải đua ô tô Công thức 1 Đức trước đó. Kubica về thứ 7 nhưng sau đó anh đã bị loại khỏi kết quả sau khi chiếc xe của anh đã bị thiếu cân. Lý do chính thức cho sự vắng mặt của Villeneuve là ông đang hồi phục sau tai nạn trước đó, nhưng sau đó đội đã thông báo rằng đội đã thay đổi tài xế. Kubica đã lên bục podium thứ hai cho BMW Sauber trong mùa giải tại giải đua ô tô Công thức 1 Ý sau khi đua ở vị trí thứ 3 trong phần lớn thời gian của cuộc đua và dẫn đầu một thời gian ngắn trong vòng đổi lốp ở làn pit đầu tiên trong khi Heidfeld về đích ở vị trí thứ 8. Đội đã ghi được tổng cộng 36 điểm và đứng thứ 5 trong bảng xếp hạng các đội đua, cải thiện vị trí thứ 8 của Sauber với 20 điểm vào năm 2005.

### 2007: Một mùa giải thành công

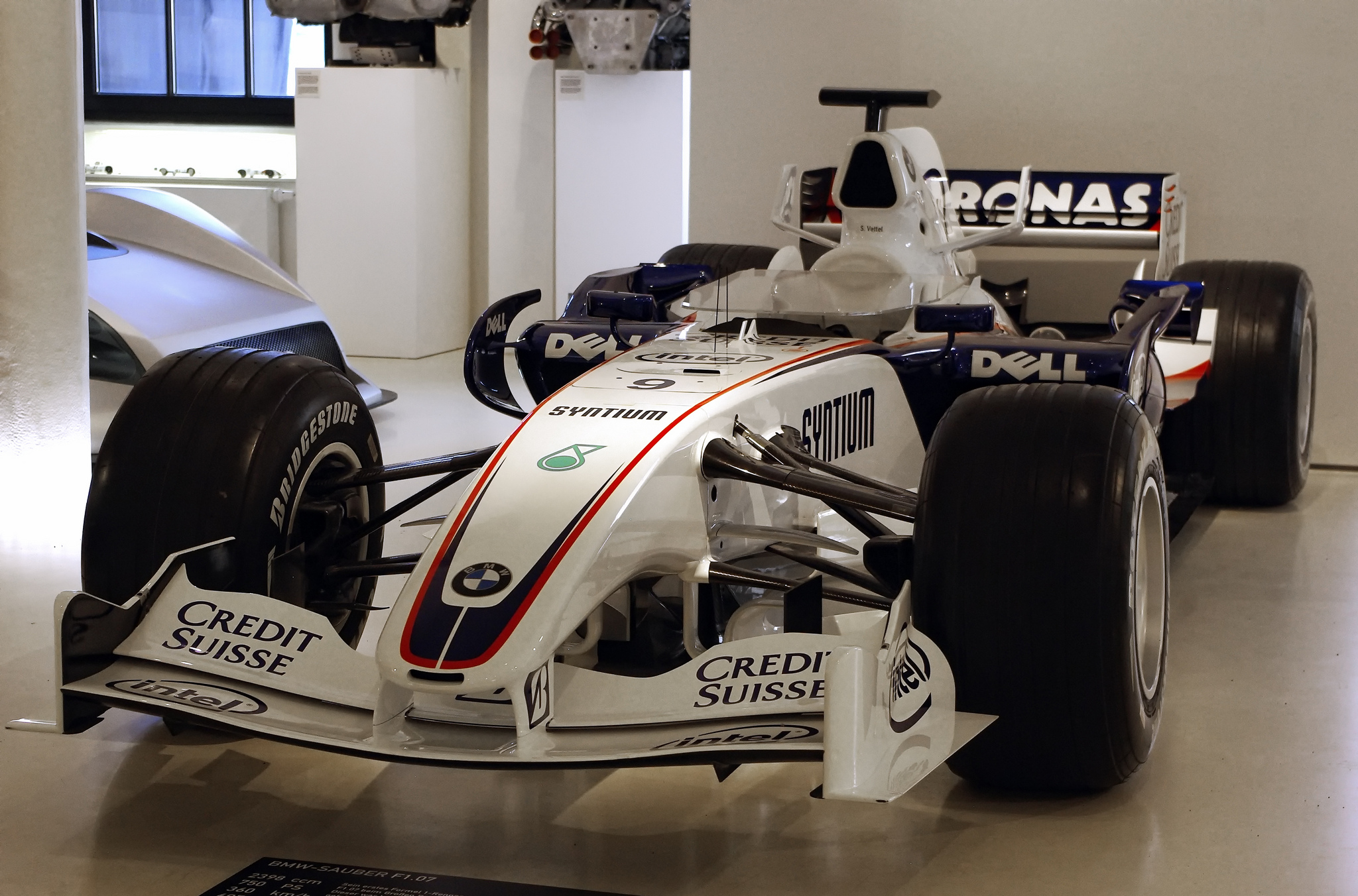
Chiếc xe Sauber BMW F1.07 cho mùa giải công thức 1 năm 2007

Vào ngày 19 tháng 10 năm 2006, BMW thông báo rằng Robert Kubica sẽ hợp tác với Nick Heidfeld cho mùa giải Công thức 1 năm 2007 với Sebastian Vettel đảm nhận vị trí tay đua lái thử và dự bị. Timo Glock sau đó đã được ký hợp đồng với tư cách là tay đua dự bị và lái thử thứ hai của đội. Đội đã ra mắt chiếc xe F1.07 vào ngày 16 tháng 1 năm 2007. Chiếc xe mới đã thể hiện kết quả đầy hứa hẹn trong suốt thử nghiệm mùa đông và thỉnh thoảng, đội đã đôi khi đứng đầu bảng xếp hạng. Tuy nhiên, ông chủ Mario Theissen đã tuyên bố một số lo ngại về độ bền bỉ của chiếc xe trước chặng đua khai mạc mùa giải ở Úc.
Kubica đã bỏ cuộc từ vị trí thứ 4 vì sự cố máy  nhưng Heidfeld đã tiếp quản vị trí này và giữ nó cho đến cuối cuộc đua. Tại các chặng đua đầu mùa giải, Heidfeld và Kubica đã ghi được nhiều điểm và đưa BMW Sauber trở thành đội mạnh thứ ba sau Ferrari và McLaren. Theissen cũng đưa ra quan điểm rằng khoảng cách giữa BMW Sauber và hai đội dẫn đầu ít hơn so với khoảng cách giữa BMW Sauber và các đội xếp sau. Giải đua ô tô Công thức 1 Canada đã mang lại nhiều may mắn cho đội. Trong khi Heidfeld đã ghi được kết quả tốt nhất cho BMW Sauber với vị trí thứ hai, Kubica đã gặp phải một vụ va chạm lớn. Các phương tiện truyền thông ban đầu được cho biết Kubica đã bị gãy chân, nhưng sau đó đã chứng minh rằng anh đã không bị bong gân mắt cá chân và chấn động. Kubica đã phải nghỉ thi đấu cho giải đua ô tô Công thức 1 Hoa Kỳ và Vettel đã lấy tạm vị trí của Kubica. Anh đã về đích ở vị trí thứ 8 và do đó trở thành tay đua trẻ nhất ghi được điểm ở Công thức 1. Vào cuối mùa giải, Vettel chuyển sang đua cho đội Toro Rosso. Sau chặng đua ở Hoa Kỳ, Kubica đã trở lại thi đấu tại giải đua ô tô Công thức 1 Pháp. Trong phần còn lại của mùa giải, Kubica và Heidfeld tiếp tục thành tích tốt khi ghi được tổng cộng 101 điểm, giúp đội đứng thứ nhì trong bảng xếp hạng các đội đua sau khi McLaren bị loại. Heidfeld đã ghi được 61 điểm và Kubica 39 điểm. Vettel đã mang lại thêm một điểm cho đội trong lần xuất phát duy nhất của anh.

### 2008: Giành được chiến thắng đầu tiên

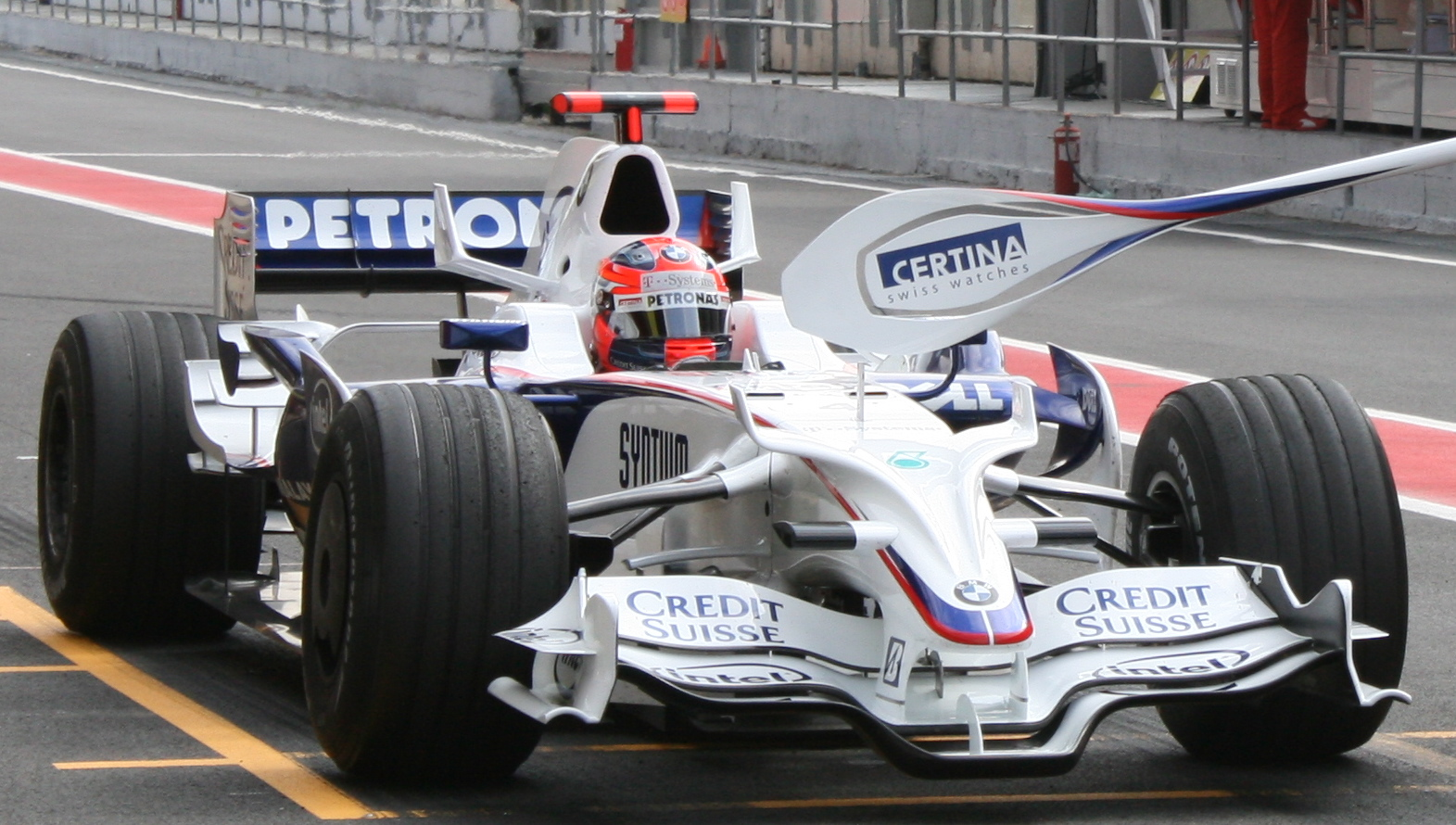
BMW Sauber vào giải đua xe Công thức 1 2008

Vào ngày 21 tháng 8 năm 2007, BMW đã xác nhận rằng Heidfeld và Kubica sẽ tiếp tục ở lại cho mùa giải 2008. Chiếc xe vào năm 2008 của họ, F1.08, đã chính thức ra mắt tại München tại sự kiện BMW Welt vào ngày 14 tháng 1 năm 2008. Nó đã được ra mắt trường đua Valencia vào ngày hôm sau do Robert Kubica lái. Ông chủ Mario Theissen đã đặt mục tiêu giành chiến thắng đầu tiên cho đội.
BMW Sauber đã khởi đầu mùa giải thuận lợi với việc Kubica suýt chút nữa đã có thể giành được vị trí pole sau một sai lầm trong vòng phân hạng ở Melbourne. Sau đó, anh đã phải bỏ cuộc sau một cuộc va chạm với Kazuki Nakajima của Williams nhưng Heidfeld đã về nhì. Kubica về nhì tại Malaysia với Heidfeld về thứ 6 và lập vòng đua nhanh nhất. Tại chặng đua tiếp theo ở Bahrain, Kubica đã giành được vị trí pole đầu tiên của mình và của đội, đánh bại Felipe Massa chỉ dưới ba phần trăm giây. Đội tiếp tục về đích ở vị trí thứ 3 và thứ 4 trong cuộc đua và lần đầu tiên dẫn đầu trong bảng xếp hạng các đội đua. Đội cũng đã cán đích ở vị trí thứ hai ở giải đua ô tô Công thức 1 Monaco với Robert Kubica sau khi đánh bại cả hai tay đua Ferrari và chỉ kém Lewis Hamilton ba giây. Đội đã giành chiến thắng đầu tiên trong lịch sử ở giải đua ô tô Công thức 1 Canada 2008 với Robert Kubica. Sự kém phát triển thông qua thành tích sa sút của đội trong suốt nửa sau của mùa giải khiến Renault, Toyota và cả Toro Rosso (bắt đầu mùa giải với tư cách là một trong những đội yếu nhất) đánh bại vào cuối mùa giải. Mặc dù vậy, Kubica vẫn có cơ hội giành chức vô địch các tay đua cho đến giải đua ô tô Công thức 1 Trung Quốc.
Vào tháng 10, đội đã xác nhận rằng họ sẽ tiếp tục gắn bó với Robert Kubica và Nick Heidfeld với tư cách là tay đua chính cho mùa giải 2009.

### 2009: Mùa giải cuối cùng của đội

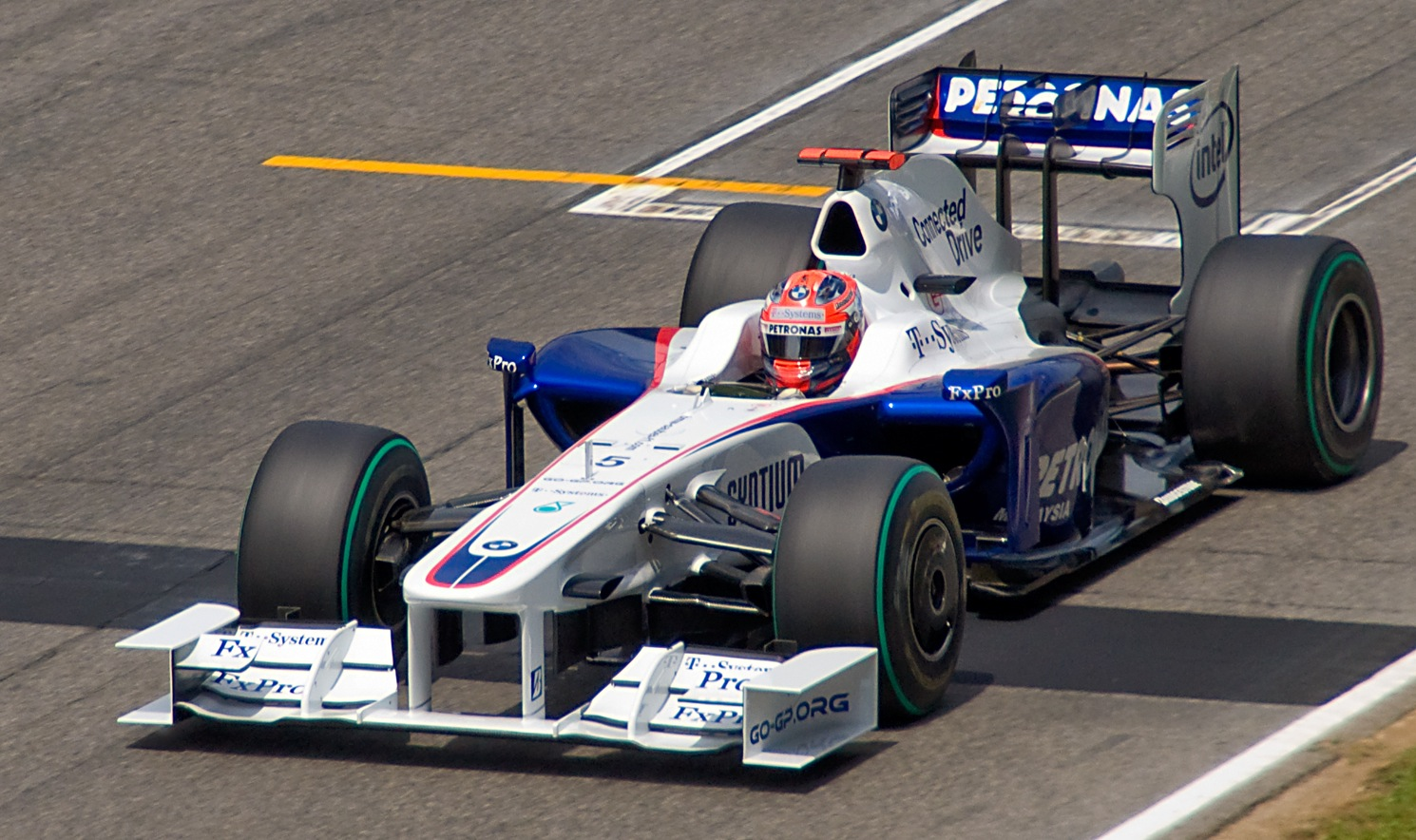
Robert Kubica đua cho đội vào giải đua xe Công thức 1 năm 2009

Mặc dù BMW Sauber đã nhắm mục tiêu thách thức danh hiệu vô địch cho mùa giải 2009, khởi đầu mùa giải của đội là một sự thất vọng. Kubica đang chạy ở vị trí thứ 3 trong vòng mở màn nhưng sau đó va chạm với Vettel khi đang tranh giành vị trí thứ 2 và buộc phải bỏ cuộc. Heidfeld sau đó đã giành được bục podium đầu tiên của đội tại giải đua ô tô Công thức 1 Malaysia nhưng sau 6 chặng đua tiếp theo, BMW Sauber chỉ lấy được 6 điểm và đứng vị trí thứ 8 trong BXH các đội đua trong số 10 đội. Đội đã mang một loạt gói nâng cấp cho giải đua ô tô Công thức 1 Thổ Nhĩ Kỳ, bao gồm hệ thống phanh tái tạo năng lượng cải tiến (KERS) và bộ khuếch tán hai tầng. Trong khi bộ khuếch tán mới được triển khai, chiếc KERS đã không thể sản xuất được để phù hợp với chiếc xe mới và cả hai tay đua đã không đua với thiết bị này. Sau vòng phân hạng ở giải đua ô tô Công thức 1 Anh, Mario Theissen thông báo rằng đội đã quyết định ngừng phát triển KERS. Điều này đã khiến Ferrari và McLaren trở thành những đội đua dùng duy nhất còn lại sử dụng hệ thống KERS.
Tại giải đua ô tô Công thức 1 Châu Âu tại trường đua Valencia, Robert Kubica đã ghi điểm đầu tiên cho đội kể từ chặng đua ở Thổ Nhĩ Kỳ. Sau cuộc họp của hội đồng quản trị BMW vào ngày 28 tháng 7, công ty đã tổ chức họp báo vào sáng hôm sau và đã xác nhận sự rút lui Công thức 1 của đội vào cuối năm 2009. Vào ngày 15 tháng 9 năm 2009, có thông báo rằng BMW Sauber đã có được một người mua, Qadbak Investments Limited, công ty được cho là đại diện cho các lợi ích của Châu Âu và Trung Đông. Tuy nhiên, Lotus đã được trao vị trí thứ 13 và cũng là vị trí cuối cùng cho mùa giải 2010. Vào ngày 22 tháng 11, tờ báo Thụy Sĩ SonntagsZeitung tiết lộ rằng nỗ lực mua đội của Qadbak đã thất bại vì họ đã không có đủ số tiền cần thiết. Qadbak hóa ra là một công ty vỏ bọc không có tài sản và không có nhà đầu tư. Vào ngày 27 tháng 11 năm 2009, Peter Sauber đã mua lại đội với điều kiện đội nhận được quyền tham dự mùa giải 2010. Sau đó, Liên đoàn Ô tô Quốc tế (FIA) đã cấp cho Sauber một suất đua vào ngày 3 tháng 12.

## Thống kê thành tích
| Mùa giải | Xe đua | Động cơ          | Hãng lốp | Tay đua            | 1   | 2   | 3   | 4   | 5   | 6   | 7   | 8   | 9   | 10  | 11  | 12  | 13  | 14  | 15  | 16  | 17  | 18  | Tổng điểm | Vị trí trong BXH |
| -------- | ------ | ---------------- | -------- | ------------------ | --- | --- | --- | --- | --- | --- | --- | --- | --- | --- | --- | --- | --- | --- | --- | --- | --- | --- | --------- | ---------------- |
| 2006     | F1.06  | BMW P86 2.4 V8   | M        |                    | BHR | MAL | AUS | SMR | EUR | ESP | MON | GBR | CAN | USA | FRA | GER | HUN | TUR | ITA | CHN | JPN | BRA | 36        | 5                |
| 2006     | F1.06  | BMW P86 2.4 V8   | M        | Nick Heidfeld      | 12  | Ret | 4   | 13  | 10  | 8   | 7   | 7   | 7   | Ret | 8   | Ret | 3   | 14  | 8   | 7   | 8   | 17† | 36        | 5                |
| 2006     | F1.06  | BMW P86 2.4 V8   | M        | Jacques Villeneuve | Ret | 7   | 6   | 12  | 8   | 12  | 14  | 8   | Ret | Ret | 11  | Ret |     |     |     |     |     |     | 36        | 5                |
| 2006     | F1.06  | BMW P86 2.4 V8   | M        | Robert Kubica      |     |     |     |     |     |     |     |     |     |     |     |     | DSQ | 12  | 3   | 13  | 9   | 9   | 36        | 5                |
| 2007     | F1.07  | BMW P86/7 2.4 V8 | B        |                    | AUS | MAL | BHR | ESP | MON | CAN | USA | FRA | GBR | EUR | HUN | TUR | ITA | BEL | JPN | CHN | BRA |     | 101       | 2                |
| 2007     | F1.07  | BMW P86/7 2.4 V8 | B        | Nick Heidfeld      | 4   | 4   | 4   | Ret | 6   | 2   | Ret | 5   | 6   | 6   | 3   | 4   | 4   | 5   | 14† | 7   | 6   |     | 101       | 2                |
| 2007     | F1.07  | BMW P86/7 2.4 V8 | B        | Robert Kubica      | Ret | 18  | 6   | 4   | 5   | Ret |     | 4   | 4   | 7   | 5   | 8   | 5   | 9   | 7   | Ret | 5   |     | 101       | 2                |
| 2007     | F1.07  | BMW P86/7 2.4 V8 | B        | Sebastian Vettel   |     |     |     |     |     |     | 8   |     |     |     |     |     |     |     |     |     |     |     | 101       | 2                |
| 2008     | F1.08  | BMW P86/8 2.4 V8 | B        |                    | AUS | MAL | BHR | ESP | TUR | MON | CAN | FRA | GBR | GER | HUN | EUR | BEL | ITA | SIN | JPN | CHN | BRA | 135       | 3                |
| 2008     | F1.08  | BMW P86/8 2.4 V8 | B        | Nick Heidfeld      | 2   | 6F  | 4   | 9   | 5   | 14  | 2   | 13  | 2   | 4F  | 10  | 9   | 2   | 5   | 6   | 9   | 5   | 10  | 135       | 3                |
| 2008     | F1.08  | BMW P86/8 2.4 V8 | B        | Robert Kubica      | Ret | 2   | 3P  | 4   | 4   | 2   | 1   | 5   | Ret | 7   | 8   | 3   | 6   | 3   | 11  | 2   | 6   | 11  | 135       | 3                |
| 2009     | F1.09  | BMW P86/9 2.4 V8 | B        |                    | AUS | MAL | CHN | BHR | ESP | MON | TUR | GBR | GER | HUN | EUR | BEL | ITA | SIN | JPN | BRA | ABU |     | 36        | 6                |
| 2009     | F1.09  | BMW P86/9 2.4 V8 | B        | Robert Kubica      | 14† | Ret | 13  | 18  | 11  | Ret | 7   | 13  | 14  | 13  | 8   | 4   | Ret | 8   | 9   | 2   | 10  |     | 36        | 6                |
| 2009     | F1.09  | BMW P86/9 2.4 V8 | B        | Nick Heidfeld      | 10  | 2‡  | 12  | 19  | 7   | 11  | 11  | 15  | 10  | 11  | 11  | 5   | 7   | Ret | 6   | Ret | 5   |     | 36        | 6                |

Chú thích:
- † Tay đua không hoàn thành chặng đua nhưng được xếp hạng vi đã hoàn thành hơn 90% của chặng đua.
- ‡ Nửa số điểm được áp dụng vì ít hơn 75% của chặng đua đã được hoàn thành.

Chú thích mở rộng cho bảng điểm trên:
| Chú thích                | Chú thích                                |
| Màu                      | Ý nghĩa                                  |
| ------------------------ | ---------------------------------------- |
| Vàng                     | Chiến thắng                              |
| Bạc                      | Hạng 2                                   |
| Đồng                     | Hạng 3                                   |
| Xanh lá                  | Các vị trí ghi điểm khác                 |
| Xanh dương               | Được xếp hạng                            |
| Xanh dương               | Không xếp hạng, có hoàn thành (NC)       |
| Tím                      | Không xếp hạng, bỏ cuộc (Ret)            |
| Đỏ                       | Không phân hạng (DNQ)                    |
| Đen                      | Bị loại khỏi kết quả (DSQ)               |
| Trắng                    | Không xuất phát (DNS)                    |
| Trắng                    | Chặng đua bị hủy (C)                     |
|                          | Không đua thử (DNP)                      |
| Loại trừ (EX)            |                                          |
| Không đến (DNA)          |                                          |
| Rút lui (WD)             |                                          |
| Không tham gia (ô trống) |                                          |
| Ghi chú                  | Ý nghĩa                                  |
| P                        | Giành vị trí pole                        |
| Số mũ cao                | Vị trí giành điểm tại chặng đua nước rút |
| F                        | Vòng đua nhanh nhất                      |